# Maska przeciwgazowa M17

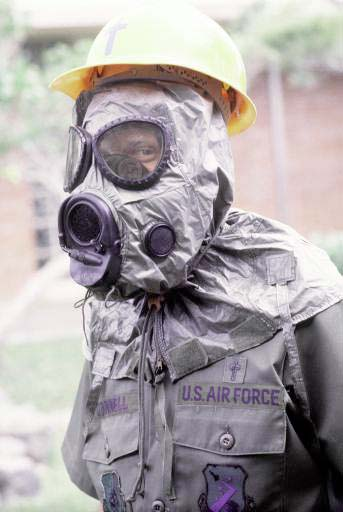
Żołnierz w masce M17, dokładnie widoczne szczegóły

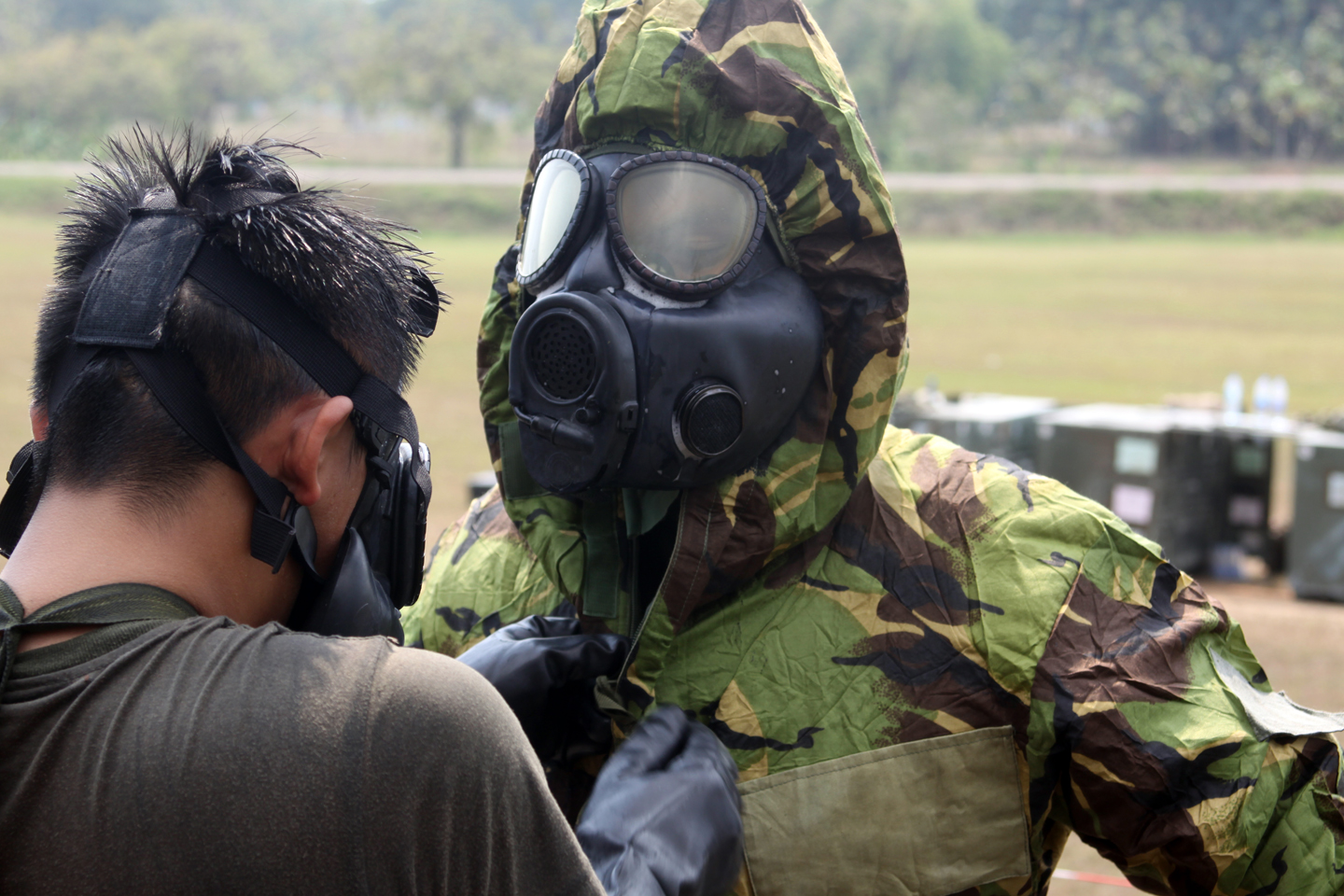
Żołnierz w masce M17

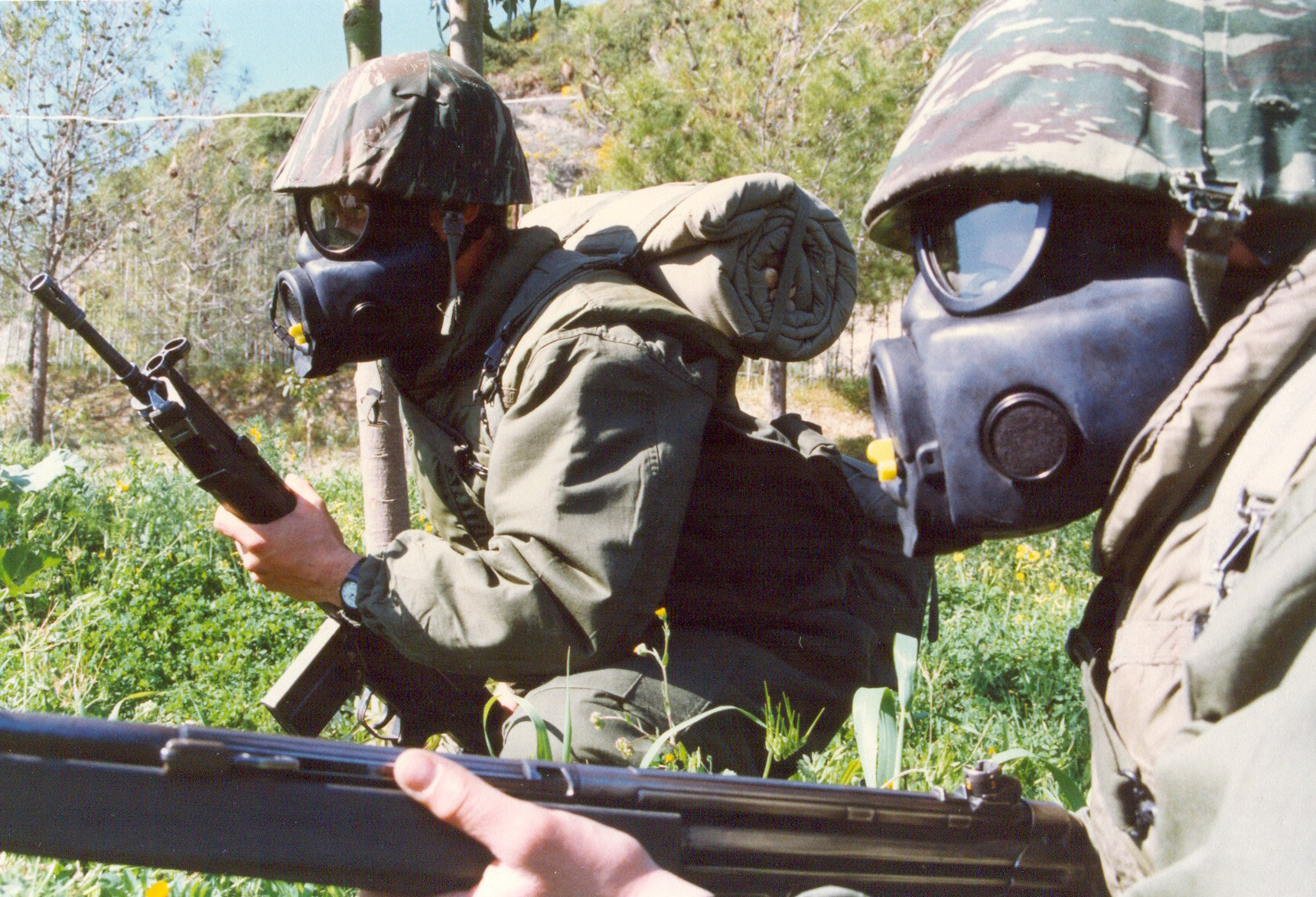
Żołnierze w maskach M17

Maska przeciwgazowa M17 (ang. M17 Protective Mask) – amerykańska wojskowa maska przeciwgazowa używana od 1959 do 1993 roku, opracowana przez Army Chemical Corps, która zastąpiła starsze maski M9 będące w użyciu od 1947 roku.
W roku 1966 wprowadzono zmodernizowaną wersję oznaczoną jako M17A1. Od podstawowej różniła się dodanym urządzeniem do pobierania płynów i z urządzeniem do resuscytacji po podłączeniu specjalnej rurki. W roku 1983 wprowadzono maskę M17A2 z której usunięto urządzenie do resuscytacji i dodano możliwość założenia dodatkowej nakładki chroniącej przed dostawaniem się pyłu do zaworów filtrów. Dodatkowo była produkowana w jeszcze jednym rozmiarze XS.
Następcą maski M17 w amerykańskich wojskach lądowych i piechocie morskiej została maska M40, natomiast w siłach powietrznych i marynarce wojennej maska MCU-2/P.

## Konstrukcja
Maska M17 miała oryginalną konstrukcję. Filtropochłaniacze umiejscowione były – nie w osobnej puszce jak w większości masek, ale w uwydatnionych policzkach maski. Z tego powodu potocznie nazywana była „buldog”. Takie posunięcie pozwoliło na produkcję jednakowych masek zarówno dla prawo- i leworęcznych (jednakowe umiejscowienie filtropochłaniacza). Ważną rzeczą była też wbudowana komora foniczno-wydechowa, która pozwalała na artykulację mowy. Głos było słychać przez membranę foniczną (górne koło z siatką). Wersja M17 produkowana była w trzech rozmiarach S, M, L. Do maski dołączony był butylowy kaptur.
Maska była kompatybilna z noktowizorami i innymi przyrządami obserwacyjnymi. Istniała też możliwość zastosowania wkładek do korekcji wzroku. Chroniła przed zagrożeniami biologicznymi, chemicznymi i opadem radioaktywnym, ale nie nadawała się do pomieszczeń o małej zawartości tlenu.
Maska M17 ze względu na swoją udaną konstrukcję została skopiowana w wielu krajach. Przykładem może być polska maska MP-4, czy czeska M-10.